# Merkava
De Merkava (Hebreeuws: מרכבה - "strijdwagen", [mɛʁkaˈva]ⓘ) is een Israëlische tank ontworpen in opdracht van het Israëlisch defensieleger.

## Naam
Het woord Merkava of Merkabah speelt een rol in de geschiedenis van de Joodse godsdienst. Als troon-strijdwagen van de Eeuwige en als zodanig doel van sterke verering door Joodse mystici. De profeet Ezechiël beschreef deze in de Joodse Tenach resp. het Christelijke Oude Testament in het 1e hoofdstuk van het naar hem genoemde Bijbelboek.

## Ontwikkelingsgeschiedenis
Na de Zesdaagse Oorlog brak het Verenigd Koninkrijk alle openlijke militaire samenwerking met Israël af; na de Jom Kipoer-oorlog werd ook de heimelijke samenwerking beëindigd. Dat was een grote tegenslag voor Israël, want men had gehoopt de Britse Chieftain in licentie te produceren. Deze tank bezat twee zeer gewenste eigenschappen: de afgeschuinde gegoten romp bood in een terughellende rompgedekte positie een beschermingsequivalent van meer dan een meter pantserstaal, wat hem van voren onkwetsbaar maakte voor vijandelijk vuur; hij bezat het sterkste westerse tankkanon van dat moment, de 120 mm. Beide eigenschappen samen stelden de tank in staat om een aanval van Russische tanks — en de Arabische legers waren daar voornamelijk mee uitgerust — met een zeer gunstige verliesratio (ongeveer één op twintig bij een sterkteverhouding van één op drie) af te slaan. Het sterke kanon kon immers de vijandelijke voertuigen al van een afstand van 3000 meter bestrijden, terwijl die zowat naast de Chieftain moesten komen staan om het dunnere zijpantser onder een gunstige hoek te raken.
Na het wegvallen van de Britse optie besloot men zelf een tank te ontwikkelen, wat het land ook onafhankelijk zou maken van onzekere leveranties. Generaal Israël Tal leidde het project. Hij stond voor twee hoofdproblemen: er was voorlopig geen 120 mm kanon beschikbaar en Israël was niet in staat zulke grote delen te gieten. Het eerste probleem werd opgelost door ontwikkelingen in de tankmunitie: staafpenetratoren gaven een 105mm-kanon een doorslagvermogen dat verre superieur was aan de oude 120mm-pantserbrisantgranaten. Het tweede probleem was een stuk lastiger. Tal nam de radicale beslissing om de klassieke indeling met de motor achterin, de gangbare vorm sinds de FT-17, te verlaten voor één met de motor voorin. Zo kon de geschutskoepel naar achteren worden verplaatst en het neuspantser bovenop extreem hellend worden gemaakt zonder de precieze ideale gietvorm van de Chieftain te volgen. Het nadeel was wel dat de massa steeg want de neus moest hoog blijven om plaats te kunnen bieden aan het motorblok. In 1978 begon de massaproductie met 75-100 stuks per jaar.

## Beschrijving

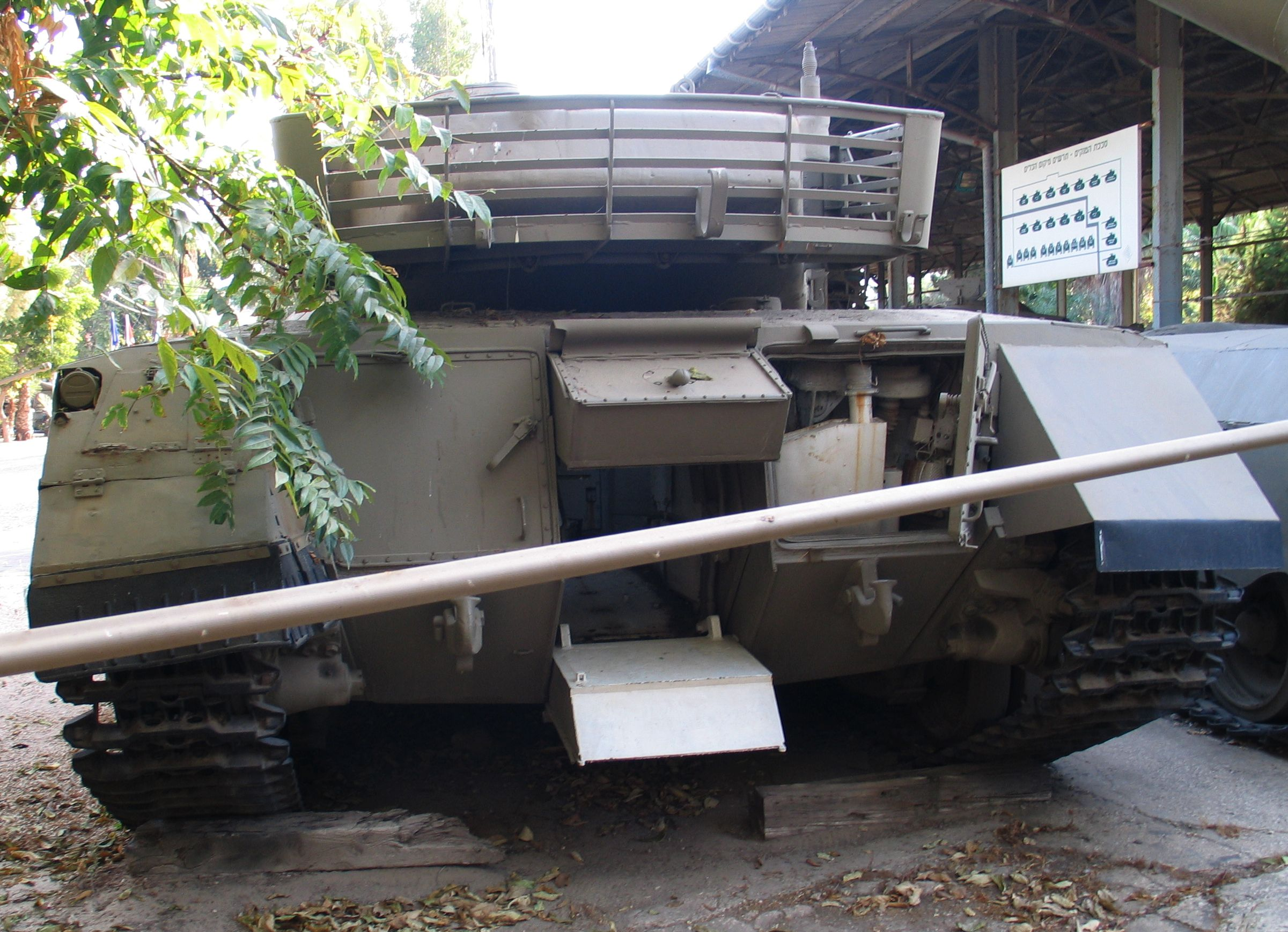
Achterzijde met toegang tot de gevechtsruimte

De tank wijkt van de meeste andere af doordat de motor voorin zit, het gevechtscompartiment achterin. De normale toegang tot de tank is dan ook via een verticaal openklappend dubbel pantserluik in de achterzijde. De gevechtsruimte is erg ruim en biedt plaats aan extra infanteristen — zodat men claimde ook een infanteriegevechtsvoertuig te hebben ontwikkeld — of, zeer veel relevanter, extra munitie. Er is veel aandacht besteed aan de ergonomie: de bemanning beschikt over airconditioning en kan via een rietje frisdrank zuigen uit een gekoelde container. Het nadeel van de vele ruimte is een grote massa. Geen enkele andere moderne tank heeft zo'n hoge basismassa. De oorspronkelijke Merkava had daarbij nog een relatief zwakke motor van 900 pk en daardoor een snelheid van maar 50 km/h. Om rompruimte te sparen werd er geen torsiestaafophanging toegepast, maar schuine springveren aan de zijkanten, iets wat het onmogelijk maakt als een stabiel rijdend vuurplatform te functioneren, ongeacht het kanonstabilisatieniveau. Men beweert dat de gemiddelde snelheid in het terrein erg goed is, evenals de maximale klimhoek. De chauffeur zit aan de linkerkant; om een al te grote dode gezichtshoek te voorkomen is aan zijn kant het romppantser recht afgeschuind, terwijl het overigens gebogen is.
Boven op de gevechtsruimte bevindt zich de geschutstoren die sterk lijkt op die van de Amerikaanse M60A2, met dit verschil dat hij niet gegoten is. Het centrale kanondragende gedeelte dat zich boven een afgeplatte koepel verheft, steekt van voren uit in een mantelloze punt. Net als bij de Chieftain zal het zich plaatsen op een schuine rompdekkende helling dus de hele voorkant van de toren naar achteren doen hellen zodat de extreme invalshoek inslaande penetratoren zal vervormen of breken. De pantserdikte is geheim, maar zal gezien de massa, vormgeving en het ontwerpdoel niet voor die van de Chieftain onderdoen. De latere versies beschikken over een sterk verzwaard pantser, vermoedelijk om weerstand te kunnen bieden aan zware antitankraketten. Het is niet bekend of daarbij ook keramische tegels van het "Chobham pantser"-type gebruikt worden; de algehele afgeschuinde vormgeving van de tank leent zich beter voor de toepassing van een diep perforatiepantser met titanium, wolfraam of uranium modules: erg schuine keramische tegelmodules zouden door een enkele inslag over een grote lengte hun werking verliezen en hebben door hun geringe taaiheid maar een gering afketsingseffect. Bij de oorspronkelijke versie werd veel waarde gehecht aan de dempende werking van de niet ontbrandbare dieselreservoirs op de holle ladingsstraal.

## Versies

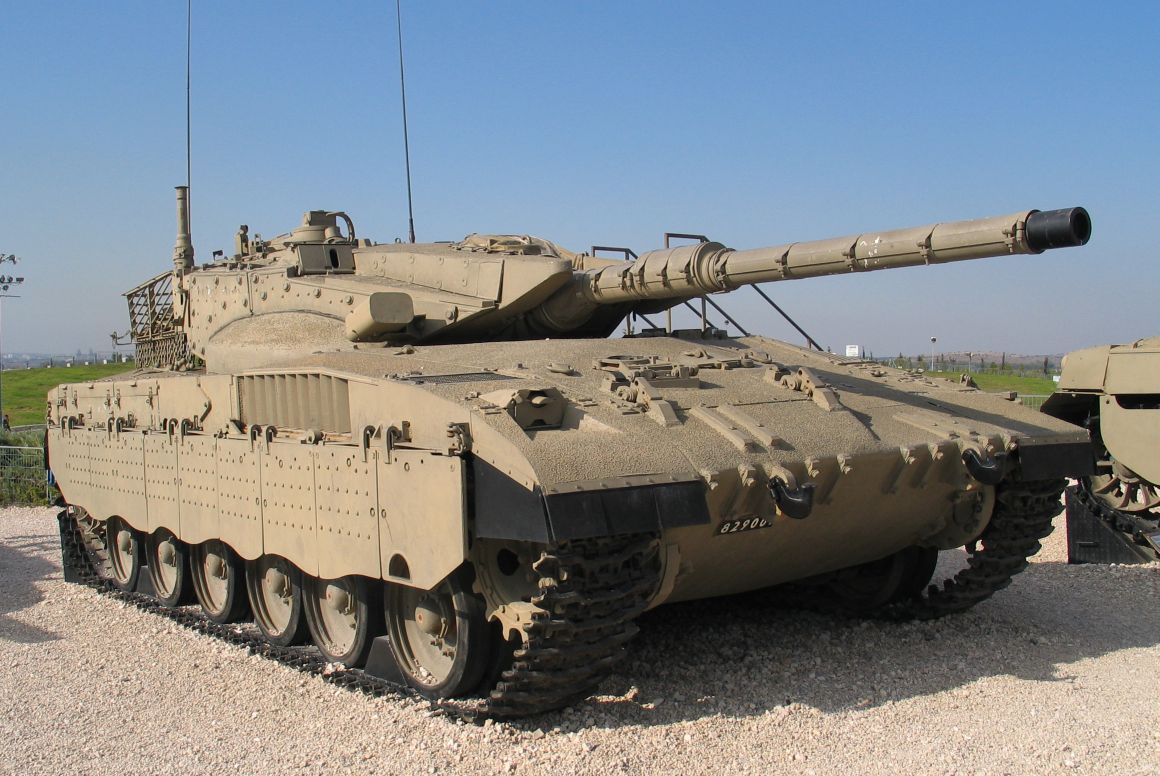
Merkava 2

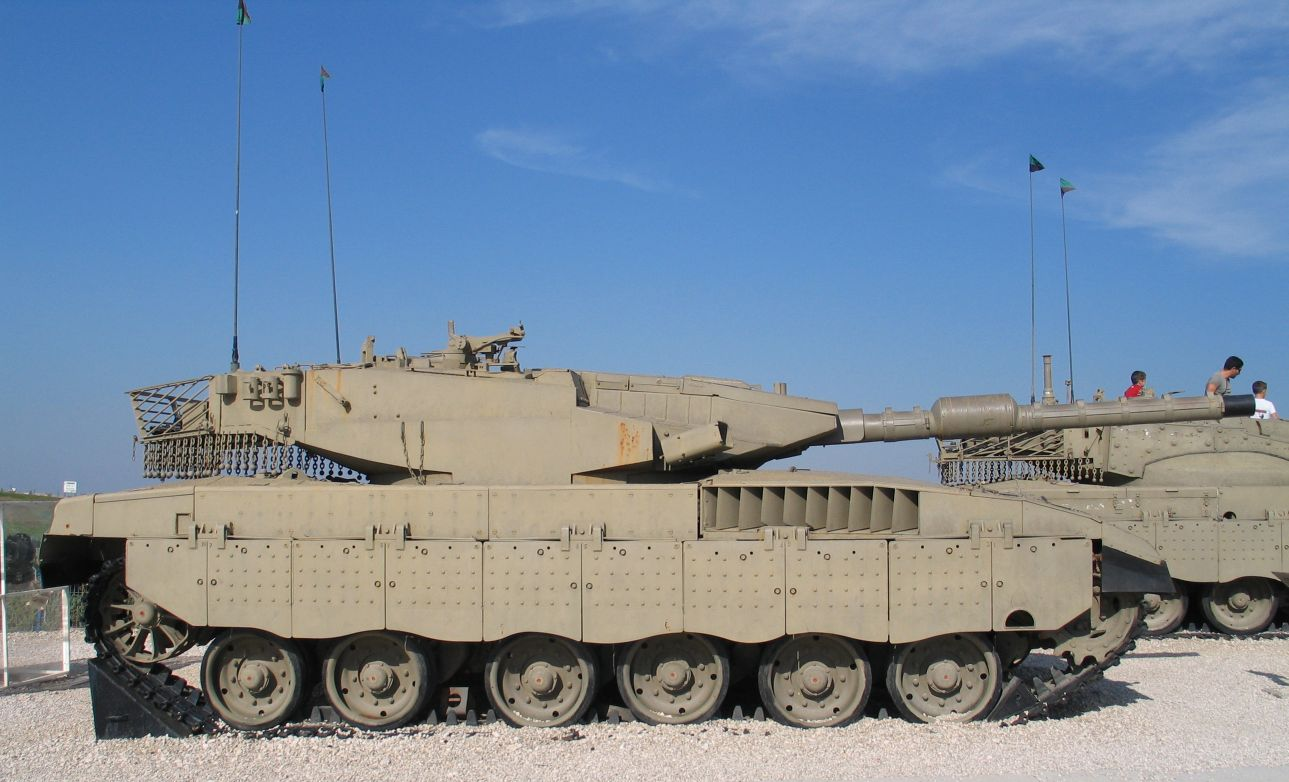
Merkava 3

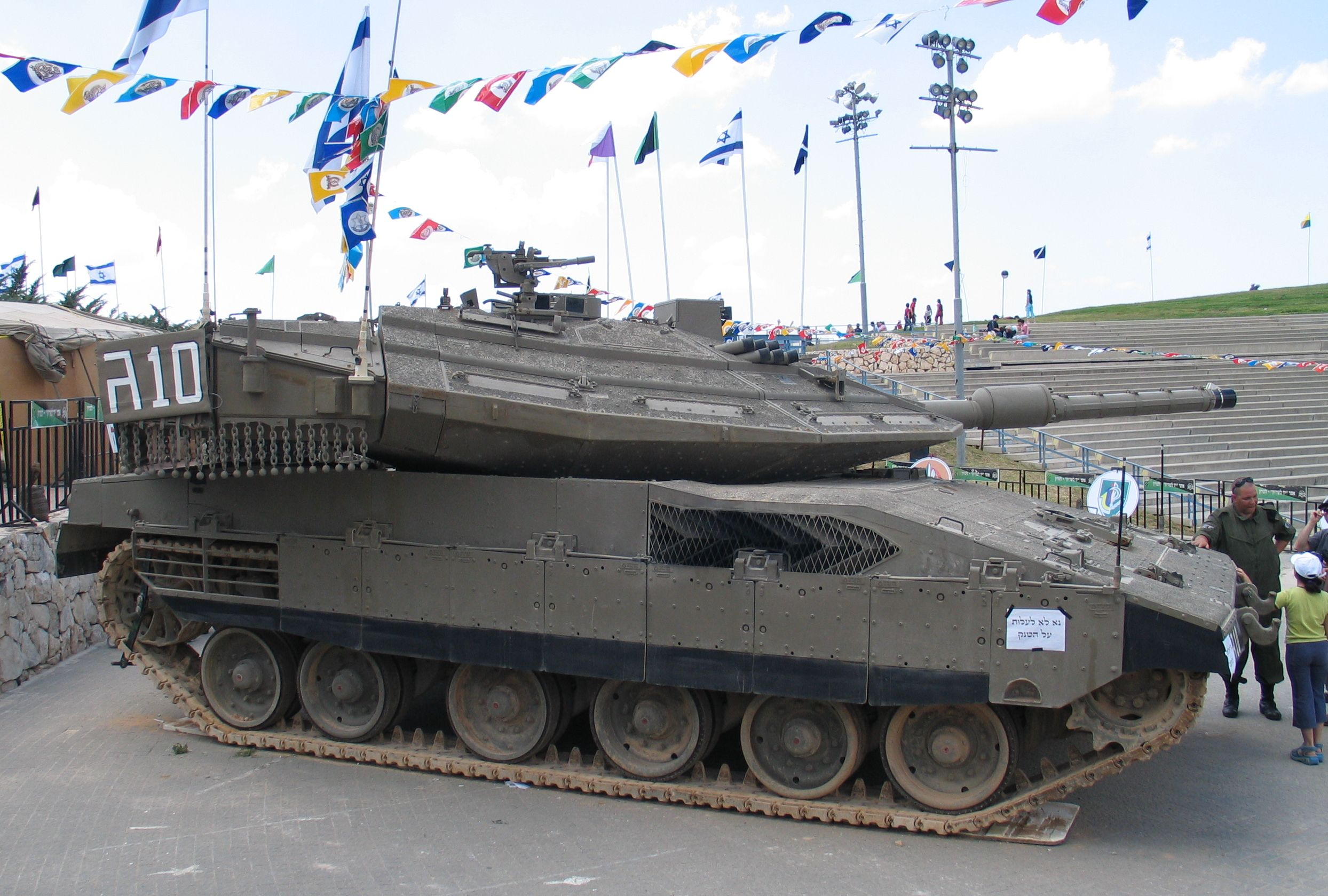
Merkava 4; het zijpantser van de geschutstoren bestaat uit grotendeels holle segmenten

- Merkava 1: de oorspronkelijke versie met 105mm-kanon; deze tanks zijn nu alle in min of meerdere mate gemoderniseerd.
- Merkava 2: model uit 1982 met versterkt pantser en afhangende kettingen aan de achterzijde van de geschutstoren om antitankraketten voortijdig te laten exploderen.
- Merkava 3: model uit 1990 met een 120mm-kanon met gladde loop, verbeterde vuurcontrole, 1200pk-motor en versterkt pantser. De snelheid is gestegen tot 60 km/h ondanks een massa die opgelopen is tot bijna zeventig ton.
- Merkava 4: project uit 2003 met versterkt pantser en 1500pk-motor.

## Operationele Geschiedenis
De tank heeft meegedaan aan de Libanese Burgeroorlog en in 1979 en de Libanonoorlog (1982). Indertijd werd beweerd dat er toen geen Merkava verloren waren  gegaan, maar in feite zijn er enkele vernietigd. Tijdens de Tweede Intifada zijn er enkele door zware landmijnen verwoest. De productiecijfers zijn geheim. Om de divisies die met de Merkava zijn uitgerust te voorzien van voldoende tanks om ze op organieke sterkte te brengen en van een materieelreserve van 20%, zijn ongeveer 1700 Merkavas nodig. Zou de productiecapaciteit sinds 1978 volledig zijn benut dan zouden er een 2500 zijn geproduceerd, iets wat beter overeenkomt met het openlijke officiële beleidsdoel het aantal Main Battle Tanks op 5000 te brengen.
De Merkava is superieur aan de oudere Russische tanks die de buurlanden nog gebruiken, maar de Arabische landen beschikken in toenemende mate over moderne westerse tanks. Vooral de verwerving van de hypermoderne Franse Leclerc door de Verenigde Arabische Emiraten en de M1 Abrams door Saoedi-Arabië en Egypte dreigt het strategisch evenwicht te verstoren. Al in 2012 waren er plannen de Merkava-productie die een steeds grotere financiële last begint te vormen omdat de overhead- kosten zo hoog zijn, na driehonderd stuks te beëindigen en ook de M1 aan te schaffen. De Verenigde Staten zeiden daarbij toe die te voorzien van het meest moderne siliciumcarbide, terwijl de licentiebouw in Egypte slechts van tanks met aluminiumoxide is. Het zou echter niet tot aanschaf van de M1 komen. De Merkava was tot 2023 nooit geëxporteerd; dat jaar overwoog Cyprus een klein aantal door Israël uitgefaseerde voertuigen te bestellen. In beoordelingen vormt de lage mobiliteit steeds een beslissend punt voor een lage notering. De Merkava is de modernste tank waarover Israël beschikt en vormt het hoofdbestanddeel van wat na mobilisatie de grootste moderne "westerse" tankmacht ter wereld is.
De Merkava 4 zit vol elektronica. Het is een platform met wel vijftig gecomputeriseerde systemen, alle "made in Israel". Zij gebruikt het Battle Management System (BMS), geproduceerd door Elbit Systems, kan bewegende doelen op de grond en in de lucht blijvend volgen mét zich voortdurend richtend kanon (120 mm), welke bewegingen de tank ook moet maken in het terrein. De tankbemanning kan dankzij vier camera's op de hoeken van de tank een beeld van 360° in hoge resolutie monitoren. Uitgerust met de VDS-60 digitale datarecorder (geproduceerd door Vectop) worden de beelden van de missie opgeslagen. Beelden kunnen worden gedeeld met deelnemers van een netwerk met hetzelfde (WIN)BMS.

## Einde van de productie?
Sinds 2006 was er een opeenvolging van berichten dat de productie van de Merkava in enkele jaren gefaseerd zou worden afgebouwd, bij voorbeeld omdat het type zij kwetsbaar bleek te zijn voor bepaalde Russische antitankraketten die Hezbollah gebruikt. Daarom wordt er momenteel gewerkt aan een zogeheten "Active Protection System". Met dit systeem zal de kwetsbaarheid voor ATGM's minder zijn. Het probleem met een dergelijk Active Protection System is de veiligheid van de begeleidende infanteriesoldaten die samen met de tanks moeten opereren. Achteraf bleek de productiecapaciteit nooit volledig te zijn verdwenen. De zogenaamde Merkava 4 Barak bestaat op zijn minst als verbeteringsprogramma van bestaande voertuigen en wordt als nieuwbouw aangeboden aan mogelijke buitenlandse klanten.
Er wordt ook een opvolger van de Merkava ontwikkeld: de Carmel.